# Eurythrips hindsi
Eurythrips hindsi är en insektsart som beskrevs av Gary Scott Morgan 1913. Eurythrips hindsi ingår i släktet Eurythrips och familjen rörtripsar. Inga underarter finns listade i Catalogue of Life.